# Hospital José Pedro Bezerra
O Hospital Doutor José Pedro Bezerra é um hospital público localizado na cidade de Natal, capital do estado do Rio Grande do Norte. É o segundo maior no Estado no atendimento de urgência e emergência.
Foi construído pelo então governador José Agripino Maia e inaugurado oficialmente em 13 de novembro de 1985, embora tenha começado a funcionar plenamente apenas em fevereiro do ano seguinte. Chamava-se Hospital Santa Catarina, inicialmente, mas foi renomeado por Geraldo Melo, durante o seu mandato como governador do estado. Apesar disto, o povo continua a conhecer o hospital como Santa Catarina.